# Conquest of the Planet of the Apes
Conquest of the Planet of the Apes és una pel·lícula estatunidenca de ciència-ficció dirigida per J. Lee Thompson i estrenada l'any 1972. Es tracta del quart lliurament de la saga inspirada per la novel·la de Pierre Boulle El planeta dels simis.

## Argument
1990. Després que un virus ha mort els gossos i els gats, els micos han esdevingut els nous animals domèstics. No obstant això, aquests micos són utilitzats com esclaus. Separat de tot això per Armando durant una vintena d'anys, Caesar, fill de Zira i Cornelius, descobreix el tractament infligit als seus semblants. Mentre que Armando és detingut per les autoritats, Caesar es refugia amb els altres micos. Comença llavors a ensenyar-los el compartir, la reflexió i sobretot una necessitat vital de revolta.

## Repartiment
- Roddy McDowall: Caesar
- Don Murray: Governador Breck
- Ricardo Montalban: Armando
- Natalie Trundy: Lisa
- Hari Rhodes: MacDonald
- Severn Darden: Cap Inspector Kolp
- Lou Wagner: Noi
- John Randolph: Comissari Chairman
- Asa Maynor: la Sra. Riley
- H.el Sr. Wynant: Inspector Hoskins
- David Chow: Aldo
- Buck Kartalian: Frank – Goril·la
- John Dennis: Policía
- Paul Comi: 2n policía
- James Bacon: un mico
- Roddy McDowall: Dr. Corndlius (foto extreta de la tercera pel·lícula)

## Producció

### Desenvolupament
El projecte es munta mentre Richard D. Zanuck ha estat despatxat de la Fox i que el seu pare Darryl F. Zanuck ja no és el cap de l'estudi. La Fox té dificultats financeres i està molt seduïda amb la idea de fer la pel·lícula, poc cara pel que són altres produccions de l'època. Així, la pel·lícula és dotada d'un pressupost d'1,7 milions de dòlars, contra prop dels 6 milions de la primera pel·lícula de 1968.
Guionista de l'obra precedent, Paul Dehn volia aquí crear un paral·lel entre la pel·lícula i el clima de violència als Estats Units al començament dels anys 1970, sobretot per raó de la lluita racial. Encara que sigui anglès, volia inserir comentaris sobre la societat americana, col·locats en un guió de ciència-ficció. A més, les pel·lícules de blaxploitation començaven a emergir als Estats Units.
J. Lee Thompson va ser contractat com a director. Era una de les tries del productor Arthur P. Jacobs per posar en escena la primera pel·lícula de 1968.

### Casting
Roddy McDowall té novament el paper d'un mico, després d'haver encarnat Cornelius en El planeta dels simis i Escape from the Planet of the Apes, aquí és el seu fill Caesar.
Natalie Trundy encarna el mico Lisa. Ja va tenir altres dos papers diferents « sense màscara » en dues precedents pel·lícules de la saga: la Dra. Stephanie « Stevie » Branton en Escape from the Planet of the Apes i la mutant Albina en El Secret del planeta dels simis.
Don Murray encarna el Governador Breck. Trobant que la pel·lícula tenia nombroses similituds amb el Tercer Reich i parlant alemany, va traduir totalment el seu text en aquesta llengua per treballar l'accentuació dels seus diàlegs.
El productor Arthur P. Jacobs era un vell publicista. Va tenir llavors la idea de convidar l'influent periodista James Bacon per oferir-li petits cameos en diverses pel·lícules de la saga. No acreditat, encarna breument un mico en la primera pel·lícula, així com en El Secret del planeta dels simis, Conquest of the Planet of the Apes i Battle for the Planet of the Apes. Fa també el paper del General Faulkner en Escape from the Planet of the Apes.

### Rodatge
La pel·lícula va ser principalment rodada en el barri de Century City a Los Angeles, en un terreny que irònicament havia pertangut a la Fox alguns anys abans. La Universitat de Califòrnia a Irvine ha estat igualment utilitzada per alguns exteriors.
És l'única pel·lícula de la saga rodada en Todd-AO amb càmeres Arriflex ARRI 35IIC, mentre que els altres ho han estat en Panavision.

### Versió censurada
La pel·lícula és la més violenta de la saga. En el guió, el governador era massacrat salvatgement pels simis. Aquesta escena va ser rodada, però va ser modificada, després d'una projecció de prova a Phoenix on de les persones havien abandonat la sala. Per no pas refer tota l'escena, l'estudi va fer tornar a registrar un diàleg pacífic a Roddy McDowall. A més, un pla dels goril·les sorprenent el governador amb la culata dels seus fusells ha estat invertit per mostrar que aixecaven el seu fusell, per estalviar-se després el discurs de Caesar. El Blu-ray Conquest of the Planet of the Apes proposa les dues versions.

## Seqüència pre-crèdits
Contràriament a les altres pel·lícules, Conquest of the Planet of the Apes no conté seqüència de pré-crèdits. No obstant això, aquesta escena apareixia en el guió i serà represa en la novel·lització de la pel·lícula per John Jakes i en el còmic editat per Marvel Comics. Aquesta seqüència de nit veu una patrulla matar un simi que intentava escapar-se i descobreix que el seu cos és cobert de ferides i de blaus. El Governador Breck hi fet referència més tard en la pel·lícula justificant que el mico abans havia agredit el seu cap... L'escena va ser girada però finalment tallada